# Modo de adquirir la propiedad
Los modos de adquirir la propiedad son aquellos hechos o negocios jurídicos que producen la radicación o traslación de la propiedad en un patrimonio determinado.

## Naturaleza y características
En los ordenamientos jurídicos que siguen al Código Civil Francés, los contratos operan como modos de adquirir la propiedad, esto es, por el mero acuerdo válidamente celebrado se transfiere al adquirente la cosa que se enajena.
La importancia de los modos de adquirir la propiedad aparece en aquellos ordenamientos de inspiración romana o germana (que acogen el principio de abstracción), en virtud del cual el solo contrato no es capaz de producir la adquisición del dominio, sino que es necesario otro acto jurídico objetivamente configurado a tal efecto. Estos actos reciben el nombre de modos de adquirir el dominio.
Así los contratos que tienen por objeto la transferencia del dominio, como la compraventa, actúan como un título que justificará la adquisición del dominio, pero ésta no se produce sino en virtud de alguno de los modos de adquirir que cada ordenamiento reconoce, típicamente, la tradición.
Un ejemplo puede aclarar esto: en el Código Civil alemán (y en otros Códigos de inspiración romanista, como muchos de los latioamericanos), la propiedad no se transfiere por el contrato de compraventa, como ocurre en la mayoría de los sistemas que siguieron al Código Civil Francés. Por el contrario, el contrato de compraventa solamente obliga al vendedor a transferir la propiedad del objeto al comprador, mientras este se obliga a pagar el precio pactado. El comprador no adquiere inmediatamente la propiedad en virtud del contrato así como el vendedor no adquiere el dinero. Entonces, el vendedor y el comprador han adquirido derechos (y acciones para exigirlos) recíprocos. La transferencia de propiedad se verifica por otro negocio jurídico, la tradición.
Así, una sencilla venta de bienes muebles que se paga inmediatamente en efectivo, será un conjunto de (al menos) tres negocios jurídicos distintos: el contrato de venta mismo que obligará al vendedor a transferir la propiedad a comprador, y a este a pagar el precio; la tradición por la cual se transmite la propiedad al comprador y por la cual el vendedor cumple su obligación; y el pago que transfiere el dinero del comprador al vendedor y por el cual el comprador cumple con su obligación.

## Clasificación
Los modos de adquirir el dominio pueden clasificarse en originarios o derivativos, singulares o universales, onerosos o gratuitos, entre vivos o por causa de muerte.
Los modos de adquirir son (con sus diversas variaciones en cada sistema jurídico):
- La tradición
- La ocupación
- La accesión
- La adjudicación
- La usucapión o prescripción adquisitiva
- La sucesión por causa de muerte
- La ley

## Regulación por países

### Chile
En Chile, el artículo 588 del Código Civil, no da un concepto de lo que entiende por modos de adquirir, sino que solo los enumera.
La doctrina es quien los define como: "Los hechos o actos jurídicos a los cuales el ordenamiento les atribuye el poder o la virtud de hacer nacer o traspasar el dominio".